# Де Лима, Лейла
Лейла Норма Евлалия Хосефа Магистрадо де Лима (таг. Leila Norma Eulalia Josefa Magistrado de Lima) — филиппинский политик, правозащитник и адвокат. Сенатор Конгресса Филиппин (с 30 июня 2016 года по 30 июня 2022 года). Ранее занимала должности секретаря департамента юстиции (2010—2015) и председателя комиссии по правам человека (2008—2010). Член Либеральной партии (с 2015 года). Ушла с поста министра юстиции, чтобы принять участие в выборах в филиппинский сенат, которые проходили 9 мая 2016 года. В итоге она заняла одно из двенадцати мест в 17-м созыве сената Филиппин.

## Ранние годы
Лейла является старшей дочерью в семье. Её родители Висенте де Лима и Норма Магистрадо. Она родилась и росла в городе Ирига провинции  Южный Камаринес.

## Арест
В декабре 2016 года Лима получила признание международных правозащитников и журналистов за критику политики Дутерте, президента Филиппин, в отношении к войне с наркотиками несмотря на политические репрессии против неё. 17 февраля 2017 года местный суд предъявил обвинения против Лимы. 23 февраля суд Мунтинлупы выдал ордер на арест Лимы за якобы нарушение закона о обороте наркотиков.  Де Лима сталкивается на своей адвокатской работе с делами связанными с наркотиками, якобы из-за того, что использует свою должность министра юстиции Филиппин для оборота наркотиков. Де Лима была арестована на следующее утро.
16 марта 2017 года Европейский парламент осудил волну убийств на Филиппинах (так называемые внесудебные казни) и призвал освободить из тюрьмы Де Лиму. Парламент выразил серьёзную озабоченность по поводу того, что обвинения, с которыми сенатор Де Лима была посажена в тюрьму, почти полностью были сфабрикованы. «Международная амнистия» рассматривает сенатора Де Лиму как «узника совести». Несмотря на её тюремное заключение, Лима продолжает противостоять политике президента Дутерте и остается членом Филиппинского Сената и Либеральной партии Филиппин.